# إنريكي رومانا
إنريكي رومانا (بالإسبانية: Enrique Romaña)‏ هو لاعب كرة قدم كولومبي في مركز الدفاع، ولد في 28 ديسمبر 1988 في بوغوتا في كولومبيا. لعب مع نادي ميلوناريوس.